# Janusz Papatanasis
Janusz Papatanasis (ur. 23 grudnia 1958, zm. 20 września 2024 we Wrocławiu) – polski piłkarz grający na pozycji obrońcy.

## Kariera
W sezonach 1982/83 oraz 1983/84 rozegrał 22 mecze w barwach Śląska Wrocław, w których pomógł zespołowi zbudować mocną pozycję. Później grał m.in. w Ślęzie Wrocław, gdzie spędził sezon 1987/88. Ostatnim klubem już doświadczonego piłkarza został Calc Karłowice Wrocław, po odejściu z którego zakończył swoją piłkarską karierę w 2006.